# Opór niekierowany
Opór niekierowany (ang. leaderless resistance) – strategia organizacji terrorystycznych nowego typu, w której nie istnieje centralny ośrodek dyspozycyjny, a komórki organizacyjne stanowią luźno powiązaną sieć o pełnej autonomii w zakresie tak planowania, jak i realizacji. Taka struktura zapewnia sieci terrorystycznej dużą elastyczność i odporność na reakcję państwa.

## Historia
Twórcą strategii oporu niekierowanego był płk Ulius Louis Amoss (1875–1961), którego koncepcję spopularyzował działacz skrajnej prawicy Louis Beam (ur. 1946) w eseju Leaderless Resistance (1983). Punktem wyjścia koncepcji oporu niekierowanego było założenie, że rząd przy pomocy współczesnej techniki jest w stanie skutecznie monitorować, infiltrować i paraliżować wszelką zorganizowaną działalność wywrotową. Odpowiedzią miał być system organizacyjny oparty na strukturze komórkowej, w którym wszystkie jednostki i komórki operują niezależnie od siebie. Warunkiem funkcjonowania takiej struktury jest jednolitość światopoglądu sprawiająca, że uczestnicy ruchu reagują w taki sam sposób w podobnych sytuacjach”. Ruch ON składa się z wyspecjalizowanych jednostek o różnych funkcjach (tworzenie i propagowanie ideologii, wywiad, szkolenie, informacja o akcjach, pomoc więźniom, finansowanie, akcje terrorystyczne), łączność między nimi zapewniają oficjalne i ukryte środki komunikacji (przede wszystkim Internet). Strategię oporu niekierowanego stosują ugrupowania skrajnej prawicy (np. White Aryan Resistance), a także anarchiści (insurekcjoniści), zapatyści, radykalni ekologiści i islamiści. Odmianą strategii oporu niekierowanego jest taktyka działającego w pojedynkę tzw. samotnego wilka (ang. lone wolf) stosowana np. przez prawicowego terrorystę Davida Copelanda w Wielkiej Brytanii w 1999 roku czy islamistę Mohammeda Meraha we Francji w 2012 roku.